# Список прем'єр-міністрів Ліхтенштейну
Список голів уряду або прем'єр-міністрів князівства Ліхтенштейн наведено нижче.
Чинним прем'єр-міністром Ліхтенштейну є Даніель Ріш, який обіймає цю посаду з 25 березня 2021 року.

### Прем'єр-міністри Ліхтенштейну (з 1921— дотепер)
| №  | Ім'я (роки життя) (Титул)                                        | Період каденції   | Період каденції | Політична приналежність                      | Політична приналежність |
| №  | Ім'я (роки життя) (Титул)                                        | Вступив на посаду | Залишив посаду  | Політична приналежність                      | Політична приналежність |
| -- | ---------------------------------------------------------------- | ----------------- | --------------- | -------------------------------------------- | ----------------------- |
| 1  | Йозеф Оспельт (1881—1962) Прем'єр-міністр                        | 2 березня 1921    | 4 травня 1922   | Незалежні                                    |                         |
| -  | Альфонс Фегер (1856—1933) в.о. прем'єр-міністра                  | 4 травня 1922     | 1 червня 1922   | Незалежні                                    |                         |
| -  | Фелікс Губельман (1880—1929) в.о. прем'єр-міністра               | 1 червня 1922     | 6 червня 1922   | Незалежні                                    |                         |
| 2  | Густав Шедлер (1883—1961) Прем'єр-міністр                        | 6 червня 1922     | 28 червня 1928  | Незалежні                                    |                         |
| -  | Принц Альфред Ліхтенштейнський (1875—1930) в.о. прем'єр-міністра | 28 червня 1928    | 4 серпня 1928   | Незалежні                                    |                         |
| 3  | Йозеф Хооп (1895—1959) Прем'єр-міністр                           | 4 серпня 1928     | 3 вересня 1945  | Прогресивна громадянська партія Ліхтенштейну |                         |
| 4  | Александер Фрік (1910—1991) Прем'єр-міністр                      | 3 вересня 1945    | 16 липня 1962   | Прогресивна громадянська партія Ліхтенштейну |                         |
| 5  | Герард Батлінер (1928—2008) Прем'єр-міністр                      | 16 липня 1962     | 18 березня 1970 | Прогресивна громадянська партія Ліхтенштейну |                         |
| 6  | Альфред Хільбе (1928—2011) Прем'єр-міністр                       | 18 березня 1970   | 27 березня 1974 | Патріотичний союз                            |                         |
| 7  | Вальтер Кібер (1931-) Прем'єр-міністр                            | 27 березня 1974   | 26 квітня 1978  | Прогресивна громадянська партія Ліхтенштейну |                         |
| 8  | Ханс Брунгарт (1945-) Прем'єр-міністр                            | 26 квітня 1978    | 26 травня 1993  | Патріотичний союз                            |                         |
| 9  | Маркус Бюхель (1959-) Прем'єр-міністр                            | 26 травня 1993    | 15 грудня 1993  | Прогресивна громадянська партія Ліхтенштейну |                         |
| 10 | Маріо Фрік (1965-) Прем'єр-міністр                               | 15 грудня 1993    | 5 серпня 2001   | Патріотичний союз                            |                         |
| 11 | Отмар Гаслер (1953-) Прем'єр-міністр                             | 5 квітня 2001     | 25 березня 2009 | Прогресивна громадянська партія Ліхтенштейну |                         |
| 12 | Клаус Чючер (1967-) Прем'єр-міністр                              | 25 березня 2009   | 27 березня 2013 | Патріотичний союз                            |                         |
| 13 | Адріан Гаслер (1964-) Прем'єр-міністр                            | 27 березня 2013   | 25 березня 2021 | Прогресивна громадянська партія Ліхтенштейну |                         |
| 14 | Даніель Ріш (1978-) Прем'єр-міністр                              | 25 березня 2021   |                 | Патріотичний союз                            |                         |